# Asha

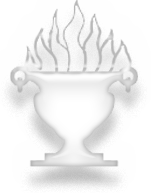
Símbolo del zoroastrismo.

El término avéstico asha (aša; arta en persa antiguo, y ard en persa medio) es uno de los principios centrales del zoroastrismo y representa la "verdad", "justicia" u "orden", pudiendo ser traducido como "aquello que está ligado de forma adecuada, en su lugar correcto".
Para los indo-iranianos, toda criatura física (geti) estaba determinada según un plano cósmico. Su opuesto es druj (drauga en persa antiguo), que representa la "falsedad" y el "caos".
En término tiene un equivalente en sánscrito védico, ritá, que también deriva del proto-indo-iranio.
- Datos: Q1375923